# Dekanat Radom-Zachód
Dekanat Radom-Zachód – jeden z 29 dekanatów w rzymskokatolickiej diecezji radomskiej.

## Parafie wchodzące w skład dekanatu
- pw. Matki Bożej Różańcowej w Bielisze
- pw. św. Stanisława Biskupa w Cerekwi
- pw. NMP Nieustającej Pomocy w Dąbrówce Nagórnej
- pw. bł. Ojca Honorata Koźmińskiego w Janiszewie
- pw. Niepokalanego Poczęcia NMP w Kończycach
- Radom:
  - pw. Bożego Macierzyństwa NMP
  - pw. Matki Bożej Częstochowskiej
  - pw. św. Kazimierza Jagiellończyka
  - pw. św. Maksymiliana Marii Kolbego
  - pw. Zesłania Ducha Świętego
- pw. św. Anny w Sławnie
- pw. św. Jana Chrzciciela w Zakrzewie